# مرقد ميثم التمار
مرقد ميثم التمار هو مرقد ومزار إسلامي يقع في مدينة الكوفة في محافظة النجف وسط العراق، وهو المكان الذي دفن فيه أحد أصحاب الإمام علي ميثم بن يحيى التمار بعد أن قتله عبيد الله بن زياد عندما سجنه.
يقع مرقده غربي مسجد الكوفة على مسافة (500) متر منه، على الشارع العام (نجف ــ كوفة) على يمين القادم من النجف، نُصبت عليه قّبة شامخة متوسطة الحجم والارتفاع غُلّفت بالقاشان الأزرق وسط صحن واسع تصل مساحته إلى (5.300) متراً مربعاً يضم عدداً من الحجرات والأواوين وأروقة متعددة.

## الأهمية

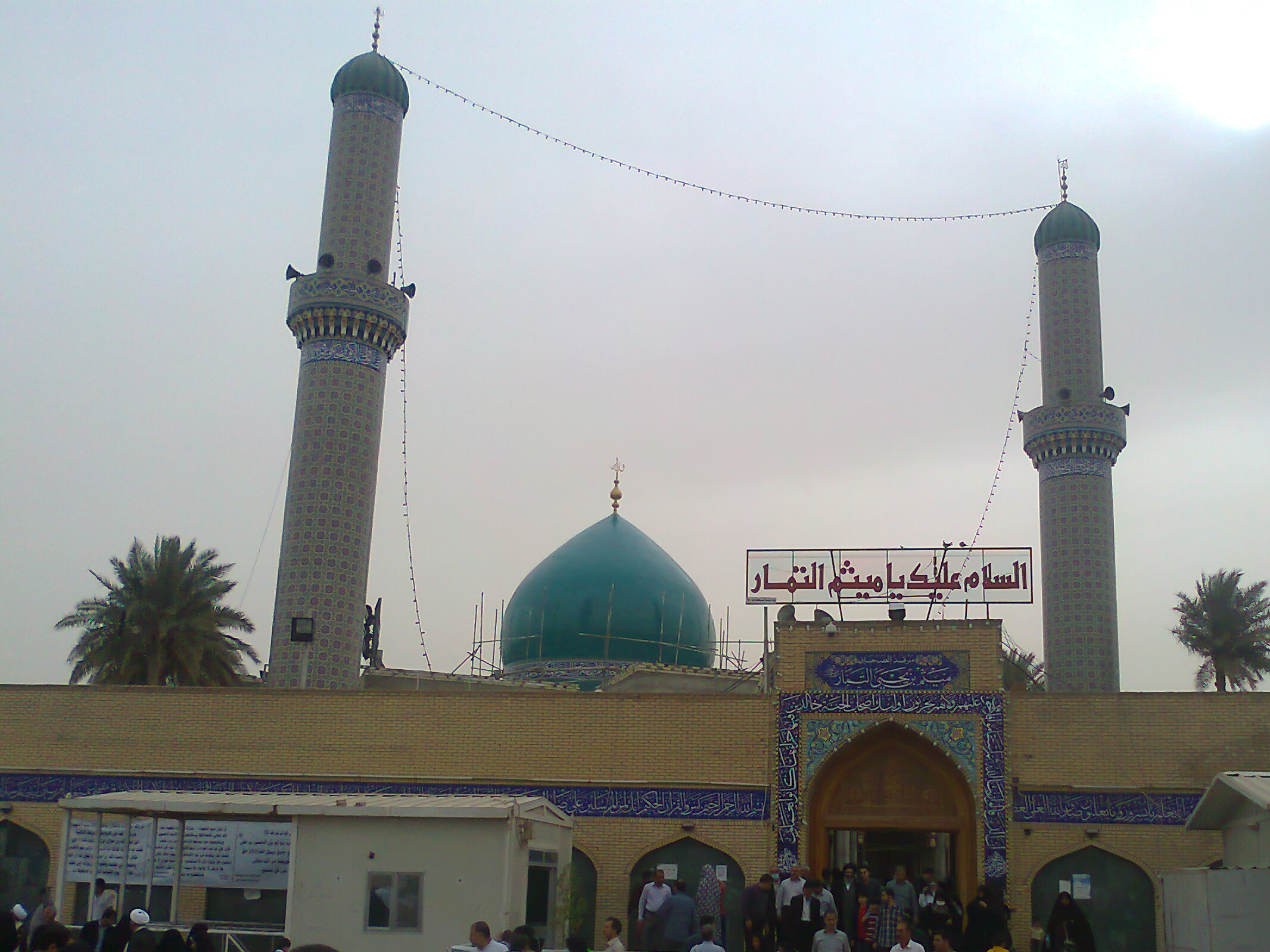
قبة الضريح

يعتبر أبو سالم ميثم بن يحيى التمار مولى بني أسد، كوفي يبيع التمر فاشتهر بالتمّار، صحابي جليل من حواري أمير المؤمنين علي بن أبي طالب، استشهد في الكوفة قبل مقدم الإمام الحسين إلى العراق بعشرة أيام مصلوباً من قبل والي يزيد بن معاوية على الكوفة عبيد الله بن زياد، كان عالماً بالمغيّبات، حُبس مع المختار الثقفي بعد استشهاد مسلم بن عقيل بيومين وقيل ثلاثة، ثم صُلب على خشبة عند باب عمرو بن حريث فجعل يحدّث الناس بفضائل أمير الإمام علي رافضاً البراءة منه، فألجموه فكان أول من ألجم في الإسلام وفي اليوم الثالث من صلبه طُعن بحربة فكبّر واستشهد آخر النهار.

## معرض صور

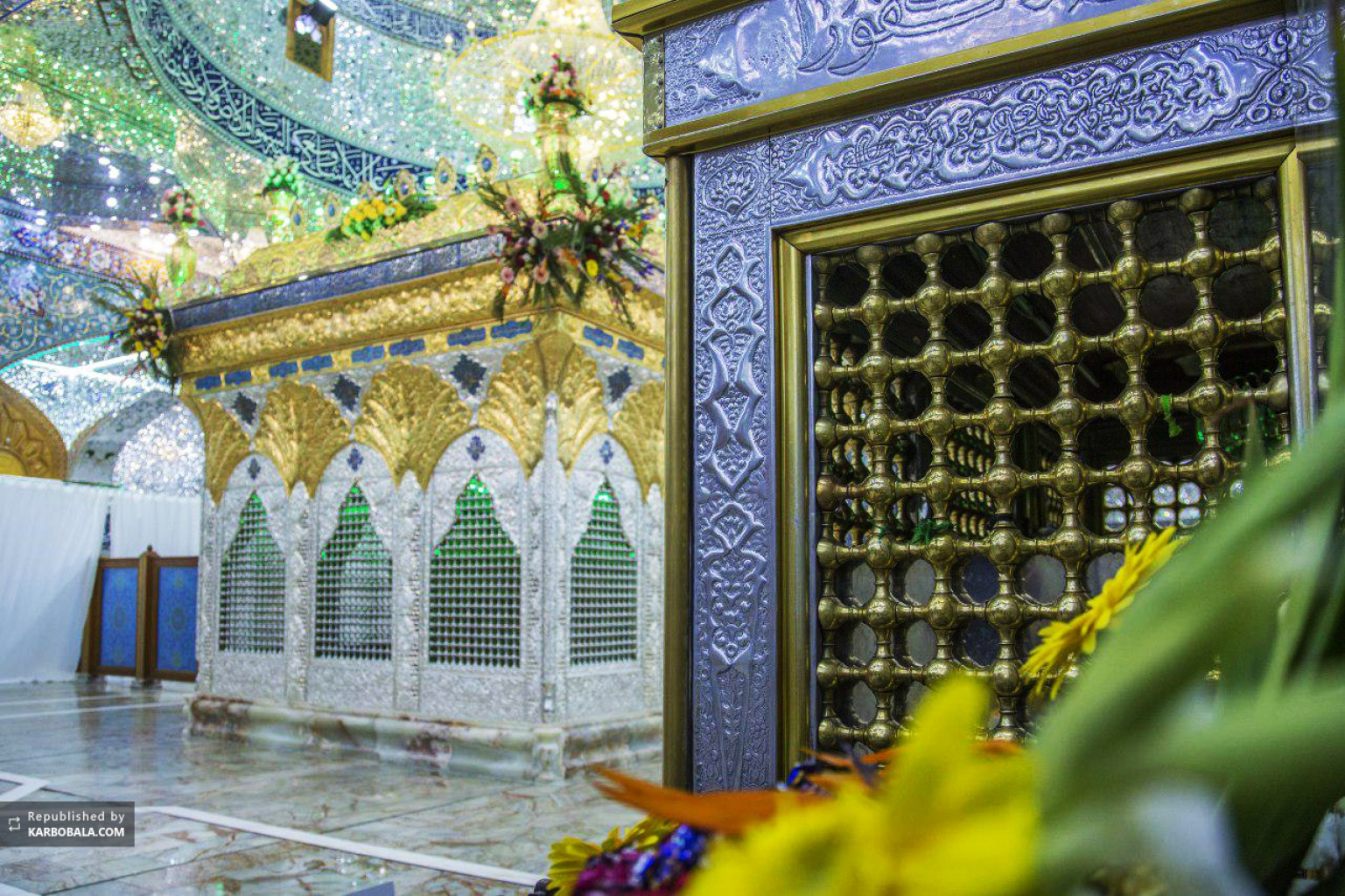
ضريح ميثم التمار